# Phạm Hùng Dũng
Phạm Hùng Dũng (Da Nang, Vietnam, 28 de septiembre de 1978) es un exfutbolista de Vietnam que jugaba en la posición de defensa.

## Carrera

### Club
| Periodo   | Club                 | Apariciones | Goles |
| --------- | -------------------- | ----------- | ----- |
| 2000–2008 | SHB Đà Nẵng          | 174         | 3     |
| 2009–2010 | The Vissai Ninh Bình | 12          | 0     |

### Selección nacional
Jugó para Vietnam en 23 ocasiones de 2000 a 2007 y anotó un gol el 13 de noviembre de 2000 en la victoria por 5-0 ante Laos en la provincia de Songkhla por la Copa Tigre 2000; participó en la Copa Asiática 2007.